# Lebeckia pungens
Lebeckia pungens är en ärtväxtart som beskrevs av Carl Peter Thunberg. Lebeckia pungens ingår i släktet Lebeckia och familjen ärtväxter. Inga underarter finns listade i Catalogue of Life.